# Jméno (mluvnice)
Ta slova nebo ucelená slovní spojení, která vykazují gramatické kategorie pádu, čísla a jmenného rodu (včetně nesklonných), se souhrnně nazývají jména. Jmény jsou slova prvních čtyř slovních druhů (podstatná jména, přídavná jména, zájmena a některé číslovky). Jmenný charakter mohou zčásti nebo úplně mít i některé tvary sloves (některé přechodníky a příčestí čili participia).
Jménem může být i sousloví, rozvinutý tvar, zejména tak řadíme ustálené vlastní jméno.
Jména a jmenná sousloví se rozdělují na
- obecná jména (apelativa), např. pes, mladý, kolik, sedmery, dům na návsi
- vlastní jména (propria), např. Bílý tesák, Lhotka, (paní) Červená, (pan) Nikdo, (film) Sedm statečných, Bílý dům.

Vlastní jména se od obecných liší pravopisem (psaním velkých písmen). Některá slova mohou v zařazení a tím i v pravopise kolísat podle kontextu (například vyšel měsíc, ale na Měsíci, země je chladná, ale jádro Země je žhavé, napsal petici Vládě (míněna jedna konkrétní instituce), ale lze i vládě (míněno jen jako vymezení druhu instituce).